# Галли, Филиппо (футболист)
Фили́ппо Га́лли (итал. Filippo Galli; род. 19 мая 1963, Монца, Ломбардия) — итальянский футболист, защитник.

## Карьера

### В клубах
Первой командой Филиппо был «Милан». С 1981 по 1982 год он играл за молодёжную команду, а затем сезон 1982/83 провёл в аренде в «Пескаре». В 1983 Галли вернулся в Милан и играл там до 1996 года. С «россонери» он выиграл множество титулов, сыграл 325 матчей и забил 4 гола. После ухода из команды, Галли до 2001 года играл в итальянских клубах — «Реджане» и «Брешии». Сезон 2001/02 Филиппо провёл в английском «Уотфорде», который выступал в первом дивизионе. Карьеру завершил в 2004 году в «Про Сесто».

### В сборной
В 1984 году на Олимпийских играх Филиппо провёл 5 матчей. Итальянская сборная в матче за 3-е место уступила команде Югославии.

## Достижения
«Милан»
- Чемпион Италии (5): 1987/88, 1991/92, 1992/93, 1993/94, 1995/96
- Обладатель Суперкубка Италии (4): 1988, 1992, 1993, 1994
- Победитель Кубка европейских чемпионов / Лиги чемпионов (3): 1988/89, 1989/90, 1993/94
- Обладатель Суперкубка Европы (3): 1989, 1990, 1994
- Обладатель Межконтинентального кубка (2): 1989, 1990